# Chris Houwers
Chris Houwers (5 november 1941) is een voormalig Nederlandse voetballer die doorgaans speelde als rechtsbinnen of rechtsbuiten.

## Loopbaan
Chris Houwers speelde samen met zijn tweelingbroer Wil in de jeugd van Limburgia. Daar debuteerde hij in het seizoen 1959/60 in het eerste elftal. In 1962 maakten beide broers de overstap naar MVV. Na twee jaar vertrok Chris Houwers bij gebrek aan perspectief op speeltijd naar amateurclub SVN. Nadien kwam Houwers nog uit voor KSC Hasselt en Caesar.

## Profstatistieken
| Seizoen | Club      | Competitie       | Competitie | Competitie | Beker | Beker | Overig | Overig | Totaal | Totaal |
| Seizoen | Club      | Competitie       | Wed.       | Dlp.       | Wed.  | Dlp.  | Wed.   | Dlp.   | Wed.   | Dlp.   |
| ------- | --------- | ---------------- | ---------- | ---------- | ----- | ----- | ------ | ------ | ------ | ------ |
| 1959/60 | Limburgia | Eerste divisie B | ?          | 2          | —     | —     | —      | —      | ?      | 2      |
| 1960/61 | Limburgia | Eerste divisie A | 8          | 0          | ?     | 0     | —      | —      | ?      | 0      |
| 1961/62 | Limburgia | Eerste divisie B | 1          | 0          | ?     | 0     | —      | —      | ?      | 0      |
| 1962/63 | MVV       | Eredivisie       | 0          | 0          | ?     | 0     | —      | —      | ?      | 0      |
| 1963/64 | MVV       | Eredivisie       | 0          | 0          | ?     | 0     | —      | —      | ?      | 0      |
| Totaal  | Totaal    | Totaal           | ??         | 2          | ?     | 0     | 0      | 0      | ??     | 2      |